# Havenaar Mike
Havenaar Mike (ハーフナー・マイク Hāfunā Maiku, sinh ngày 20 tháng 5 năm 1987) là một cầu thủ bóng đá người Nhật Bản.

## Đội tuyển bóng đá quốc gia Nhật Bản
Havenaar Mike thi đấu cho đội tuyển bóng đá quốc gia Nhật Bản từ năm 2011.

## Thống kê sự nghiệp
| Đội tuyển bóng đá Nhật Bản | Đội tuyển bóng đá Nhật Bản | Đội tuyển bóng đá Nhật Bản |
| Năm                        | Trận                       | Bàn                        |
| -------------------------- | -------------------------- | -------------------------- |
| 2011                       | 5                          | 2                          |
| 2012                       | 4                          | 1                          |
| 2013                       | 8                          | 1                          |
| Tổng cộng                  | 17                         | 4                          |

### Bàn thắng quốc tế
| #  | Ngày                 | Địa điểm                                                 | Đối thủ    | Bàn thắng | Kết quả | Giải đấu                 |
| -- | -------------------- | -------------------------------------------------------- | ---------- | --------- | ------- | ------------------------ |
| 1. | 11 tháng 10 năm 2011 | Sân vận động Nagai, Ōsaka, Nhật Bản                      | Tajikistan | 1–0       | 8–0     | Vòng loại World Cup 2014 |
| 2. | 11 tháng 10 năm 2011 | Sân vận động Nagai, Ōsaka, Nhật Bản                      | Tajikistan | 5–0       | 8–0     | Vòng loại World Cup 2014 |
| 3. | 6 tháng 9 năm 2012   | Sân vận động Tohoku Denryoku Big Swan, Niigata, Nhật Bản | UAE        | 1–0       | 1–0     | Giao hữu                 |
| 4. | 23 tháng 3 năm 2013  | Sân vận động Quốc tế Khalifa, Doha, Qatar                | Canada     | 2–1       | 2–1     | Giao hữu                 |